# Manitas de cerdo encurtidas

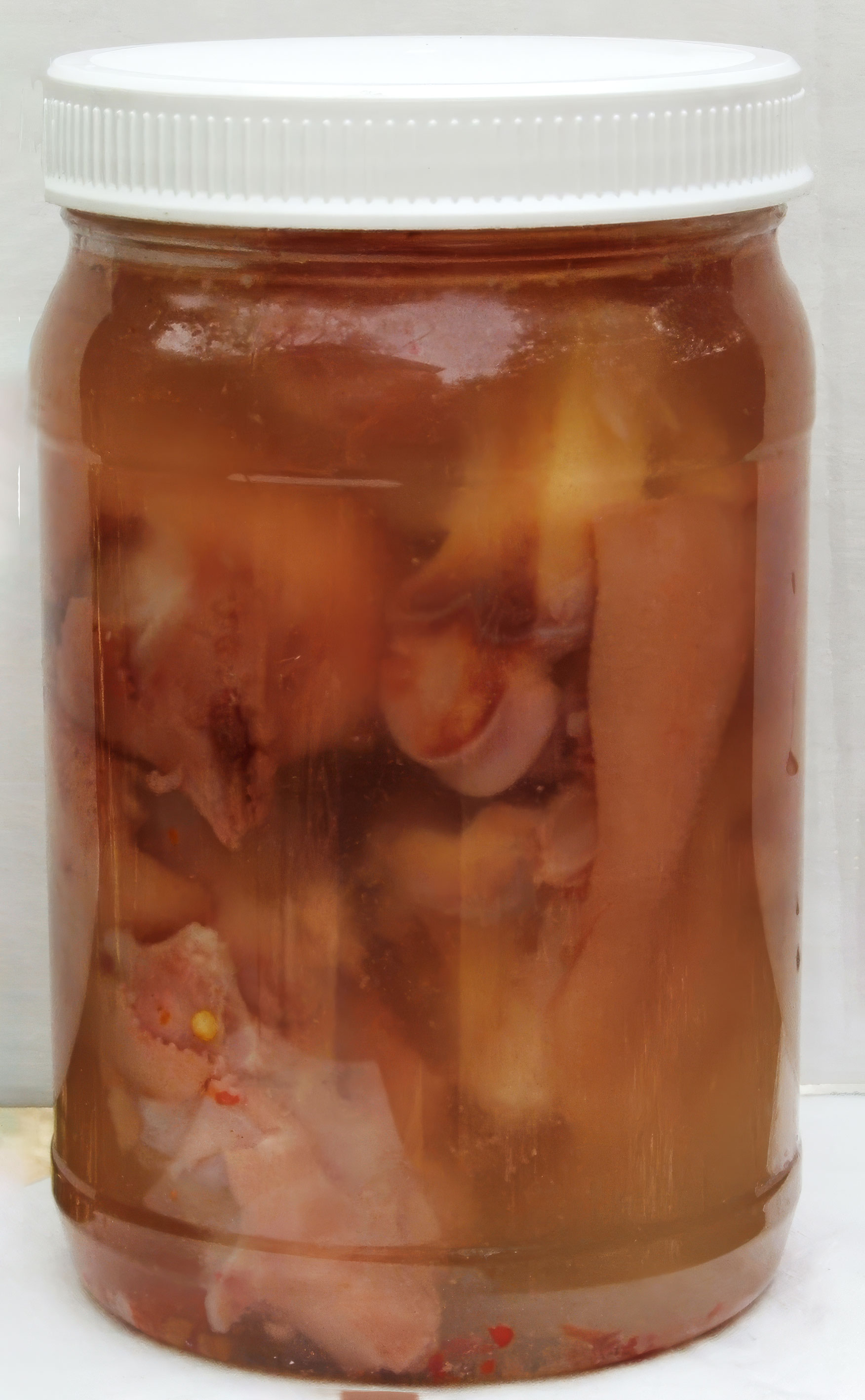
Un tarro de manitas de cerdo encurtidas.

Las manitas de cerdo encurtidas son una receta de cerdo presenta en la gastronomía del sur de Estados Unidos, en la cocina mexicana, en la soul food afroamericana, y también en las cocinas irlandesa.
Las manitas de cerdo suelen salarse y ahumarse de la misma forma que otros cortes de cerdo, como el jamón y la panceta. Es frecuente conservarlas de forma muy parecida a las conservas caseras o la verdura encurtida, típicamente con una salmuera saturada de vinagre caliente. Estos métodos permiten conservarlas sin necesidad de frío hasta que se abre el tarro.
Las manitas de cerdo encurtidas suelen tomarse como aperitivo más que como plato principal de una comida. Sin embargo, existen otras recetas que sí las preparan como tales.